# Jayh
Jaouad Ait Taleb Nasser, beter bekend als Jayh (Amsterdam, 18 januari 1982) is een Nederlands zanger en producer. Hij produceerde onder andere de track Wat wil je doen? van The Partysquad.

## Biografie
Jayh heeft een Curaçaose moeder en Marokkaanse vader. In de kerk leerde hij piano, keyboard en basgitaar spelen. Dit deed hij tot en met zijn achttiende jaar.
Jongens uit zijn woonbuurt, de Tuindorp Hustler Click uit Amsterdam-Noord, vroegen aan hem om teksten en beats voor hen te gaan maken.
In 2005 brak hij door als producer met de track Wat wil je doen met The Partysquad. Tevens zong hij vaak refreinen in tracks van andere rappers zoals Dio en Lange Frans & Baas B. In 2007 zong Jayh mee in het nummer In de stu van de rapgroep THC op het album Puur en onversneden.
In 2008 stond Jayh op het album Who the fuck is Ado'nis van Adonis, met drie nummers. Op het album Rock & roll van Dio staat hij met de track Cool. Ook is Jayh op een paar nummers van het nieuwe album Verder van Lange Frans & Baas B te horen en heeft hij mee geproduceerd aan de nummers Waar ik sta, Zondag vrij en SpeEeZz.
In 2009 tekende Jayh bij het platenlabel Top Notch. Ook brengt hij zijn mixtape Jayh.nl uit. Waarvan het nummer Mijn baby (Zouk) hoog in de FunX XChart stond.
Met de producer Reverse en de rapper Ado'nis, maakt hij in 2010 een mixtape genaamd: Slordig. Naast de mixtape Slordig maakt Jayh samen met Reverse in hetzelfde jaar het nummer Ik ga hard voor de The Partysquad. In het nummer staan ook rappers Gers Pardoel en Adje. Zijn debuutalbum Jayh Jawson is in 2011 uitgekomen.
In 2014 kwam het liedje Blijf hangen uit. In Nederland is er een versie met Sharon Doorson uitgebracht.
In 2018 speelde hij in de rol van discipel mee in The Passion. In augustus van datzelfde jaar bracht Jayh in samenwerking met zangeres Famke Louise en rapper Badd Dimes de single Ben je down? uit.
Sinds 2024 is hij ambassadeur van het Sikkelcelfonds, waarmee hij aandacht vraagt voor de zeldzame bloedziekte sikkelcelziekte die vooral voorkomt bij mensen van kleur.

## Prijzen en nominaties
| Jaar | Prijs             | Categorie          | Muziek       |     |
| ---- | ----------------- | ------------------ | ------------ | --- |
| 2008 | State Awards 2008 | Rookie of the Year |              | Nom |
| 2008 | State Awards 2008 | Beste Mixtape      | Jayh.nl      | Nom |
| 2010 | State Awards 2010 | Beste Single       | Fock Wachten | Nom |
| 2010 | State Awards 2010 | Beste Mixtape      | Slordig      | Nom |